# 이요나가하마역
이요나가하마역(일본어: 伊予長浜駅 이요나가하마에키[*])은 일본 에히메현 오즈시에 있는 시코쿠 여객철도 요산선의 역이다. 역 번호는 S12이며, 단선 · 섬식의 형태를 합친 복합 구조의 철도 역사이다.

## 타는 곳
| 1 | ■ 요산 선 | (상행) | 이요시 · 마쓰야마 방면                |
| 1 | ■ 요산 선 | (하행) | 이요오즈 · 야와타하마 · 우와지마 방면 |
| 2 | ■ 요산 선 |        | (현재 정기 열차로는 사용되지 않는다)  |
| 3 | ■ 요산 선 | (하행) | 이요오즈 · 야와타하마 · 우와지마 방면 |
| 3 | ■ 요산 선 | (상행) | 이요시 · 마쓰야마 방면 (1개만)        |

## 역 주변
- 오즈 시청 나가하마 지소
- 나가하마 해수욕장
- 나가하마 항
- 나가하마 대교
- 신나가하마 대교
- 국도 제378호선

## 인접 정차역
| 시코쿠 여객철도 요산선        | 시코쿠 여객철도 요산선 | 시코쿠 여객철도 요산선        |
| ----------------------------- | ---------------------- | ----------------------------- |
| S 11 기타나다 무카이바라 방면 | 요산 선                | 이요이즈시 S 13 이요오즈 방면 |